# ハローペディー
『レオマワールド キッズスペシャル ハローペディー』は、テレビ高知ほかで放送された視聴者参加型のテーマパークPR番組（広報番組）。

## 番組フォーマットと番組内容[1][2]
- オープニング／レオマワールドの「ペディー・バード」と「ポーリー・バード」が草原を走ったり、ファンシーフライトに乗るアニメーション（15秒）と「ハローペディー」の番組タイトルコール。映像は、開始10秒から15秒までの5秒間、レオマワールド園内の実写映像に切り替わり、「レオマワールド キッズスペシャル ハローペディー」の番組タイトルがカラフルなテロップでスーパーされる。
- ダンスコーナー前振り／番組司会者(女性)と、ペディー、ポーリーの3人がレオマワールド園内ロケの実写で登場。ダンスコーナーの開始を「ダンス、スタート!」と告げる（15秒）。園内ロケの場所は主に、ホテル内やオリエンタルトリップなどの景観の良い場所を選んで行われた。
- ペディー体操 ダンスコーナー／レオマワールド園内のステージで公開収録した「ペディー体操」の実写ロケ映像を流す（1分30秒）。
- 告知コーナー／レオマワールドで収録した実写ロケ映像でチケットプレゼント告知、視聴者からのハガキ紹介、公開収録の予定告知などを行う（45秒 - 50秒）。
- エンディング／告知が終わると、女性司会者が「それじゃあまたね! ゴーゴー!ハローペディー」の台詞と共に司会者が「早く(ハガキを投函しに)ポストへ行かなくちゃ!」等と一言台詞を言いつつフレームアウト。キャラクターの2体は女性司会者の台詞を受けてリアクションを取りつつ、実写映像パートはここで終わり、企画・制作・著作のテロップが園内ロケ映像上にスーパーされ、エンディングに繋がる（15秒程度）。
- エンドアニメーション／レオマワールドのキャラクターたちが草原を走るアニメーション。「ハローペディー」の番組テロップ＆タイトルコールと共に、ポーリーバードが手を振るアニメーションに「END」テロップがスーパーされた状態で番組終了（5秒）。

## 放送局
- テレビ高知（KUTV/TBS系列） 毎週土曜日 19:54 - 20:00
- 西日本放送（RNC/日本テレビ系列） - 1993年10月22日、1994年2月25日（いずれも金曜日）時点では16:30 - 16:35に放送。
- 瀬戸内海放送（KSB/テレビ朝日系列） - 同局での放送は2000年6月29日放送分をもって終了。
- テレビ愛媛（EBC/フジテレビ系列） - 1993年4月1日から9月30日までは平日 7:55 - 8:00、10月1日から1994年3月31日までは平日 7:25 - 7:30、1994年4月1日からは平日 16:27 - 16:30（ポンキッキーズの末尾3分間に挿入）。

## 企画・制作・著作
- 企画 - 株式会社レオマ（レオマワールド）
- 制作 - ウィザード
- 著作 - テレビ高知

## 付随情報
- 同番組は、本放送以後一度もソフト化されておらず、再放送も行われていない。
- 番組内で流れる「ペディー体操」の楽曲が、2010年にダンスバージョンとして復刻された。同曲は、NEWレオマワールドの外部PRショーなどで聴くことができる。
- 番組に登場するペディー・バードとポーリー・バードの2体のキャラクターには台詞が無く、声もアフレコされていないので身振り・手振りの軽快な動作で司会者のお姉さんと会話をしていた。
- 2011年11月4日（金）から、西日本放送 (RNC) 夕方のニュース番組『RNC news every.』の関連番組『every.フライデー』内で「ニューレオマ体操」の放送が開始された。同番組の第1回と第2回はNEWレオマワールド内で撮影されたが、放送第3回から香川県内の幼稚園・保育園などをペディーとポーリー、パイポー隊長たちが訪問して「ペディー体操」を踊る趣向で番組が進行して行く。同番組は毎週（金）曜日に放送。